# فيلدنفلز
فيلدنفلز (بالألمانية: Wildenfels) هي بلدة ألمانية تقع في ساكسونيا في ألمانيا. يقدر عدد سكانها بـ 4,000 نسمة .